# Samjna
Saṃjñā (sânscrito; Pali: sañña ) é um termo budista geralmente traduzido como "percepção" ou "cognição". Pode ser definido como a compreensão de características ou características distintivas.   Samjñā tem vários significados dependendo das religiões. Embora Samjñā signifique os cinco agregados no budismo, no hinduísmo, refere-se às tradições da arte e no jainismo, aponta para o reconhecimento distinto da cognição . 
1. ↑  Kunsang 2004, p. 22.
2. ↑  Guenther 1975, Kindle Locations 364-365.
3. ↑  www.wisdomlib.org (8 de fevereiro de 2016). «Samjna, Saṃjñā, Saṃjña: 17 definitions». www.wisdomlib.org. Consultado em 7 de junho de 2020